# کیلیوو
کیلیوو (به لاتین: Kileyevo) یک منطقهٔ مسکونی در روسیه است که در باشقیرستان واقع شده‌است.